# Acordul de la Paris
Acordul de la Paris este un tratat în temeiul Convenției-cadru a Națiunilor Unite privind schimbările climatice (UNFCCC- acronim în limba engleză ), care reglementează măsurile de reducere a emisiilor de dioxid de carbon începând cu anul 2020. Acordul a fost negociat în timpul COP-21⁠(d) la Paris și a fost aprobat la 12 decembrie 2015. Liderul conferinței, Laurent Fabius, ministrul afacerilor externe al Franței, a declarat că acest plan „ambițios și echilibrat” a fost un „punct de cotitură istorică” în obiectivul de reducere a încălzirii globale.
Începând cu februarie 2023, 195 de membri ai Convenției-cadru a Organizației Națiunilor Unite privind schimbările climatice (UNFCCC) sunt părți la acord. Dintre cele trei state membre UNFCCC care nu au ratificat acordul, singurul emițător major este Iranul. Statele Unite, al doilea mare emițător, s-au retras din acord în 2020, au reintrat în 2021, și și-au anunțat din nou retragerea în 2025.
Acordul de la Paris are un obiectiv pe termen lung privind temperatura, și anume menținerea creșterii temperaturii globale la suprafață cu mult sub 2 °C (3,6 °F) peste nivelurile preindustriale. De asemenea, tratatul prevede că, de preferință, limita creșterii ar trebui să fie de numai 1,5 °C (2,7 °F). Aceste limite sunt definite ca medii ale temperaturii globale măsurate pe parcursul mai multor ani.

## Scop
Scopul acordului, astfel cum este descris la articolul 2, este de a avea un răspuns mai puternic la pericolul schimbărilor climatice; acesta urmărește să consolideze punerea în aplicare a Convenției-cadru a Organizației Națiunilor Unite privind schimbările climatice prin:
„(a) Menținerea creșterii temperaturii medii globale cu mult sub 2 °C față de nivelurile preindustriale și continuarea eforturilor de limitare a creșterii temperaturii la 1,5 °C față de nivelurile preindustriale, recunoscând că acest lucru ar reduce semnificativ riscurile și impactul schimbărilor climatice;

(b) Creșterea capacității de adaptare la efectele negative ale schimbărilor climatice și încurajarea rezilienței la schimbările climatice și a dezvoltării cu emisii reduse de gaze cu efect de seră, într-un mod care să nu amenințe producția alimentară;

(c) Asigurarea coerenței fluxurilor financiare cu o traiectorie către o dezvoltare cu emisii reduse de gaze cu efect de seră și rezilientă la schimbările climatice.”
În plus, țările își propun să atingă „cât mai curând posibil un nivel maxim global al emisiilor de gaze cu efect de seră”.